# محمدحسین قشقایی
محمدحسین خان صولت قشقایی (۱۲۹۳ – ۴ اردیبهشت ۱۳۸۹)، سیاستمدار ملی گرای ایرانی و از خوانین ایل قشقایی بود که در نهضت ملی شدن نفت نقش مهم و موثری داشت و سال‌ها در دوران پهلوی در خارج از ایران به حال تبعید به سر برد. وی سالیان آخر عمرش را در مازندران زندگی می کرد. ایشان فرزند صولت الدوله قشقایی و برادر ناصر خان، ملک منصور خان و خسرو خان قشقایی بود.

## کودکی
محمدحسین خان، سومین پسر اسماعیل خان صولت‌الدوله (ایلخان قشقایی) و خدیجه بی‌بی، پس از محمدناصر خان و ملک‌منصور خان بود. علاوه بر آموزش در مکتب خانه‌های ایلی، به فراگرفتن زبان‌های انگلیسی و عربی پرداخت. سپس در تهران در مدرسه سلطانی، دوران ابتدائی را به پایان رساند. برای تحصیل در دورهٔ متوسطه وارد کالج امریکایی شد و تا کلاس چهارم متوسطه در آنجا تحصیل کرد.

## تحصیل در اروپا
محمدحسین خان در سال ۱۳۱۰ خورشیدی راهی انگلستان شد و در دانشکده کشاورزی ردینگ به تحصیل پرداخت. پس از وفات پدرش در زندان قصر در سال ۱۳۱۱ راهی آلمان شد و در دانشگاه برلن به تحصیل اقتصاد پرداخت.

## جنگ جهانی دوم
با وقوع جنگ جهانی دوم محمدحسین خان و برادرش ملک‌منصور خان وارد دانشگاه نظامی برلین شدند و به عضویت هنگ براندنبورگ ارتش آلمان درآمدند. مدتی بعد هر دو برای آموزش‌های ویژهٔ نظامی به برلین احضار شدند. در این میان سازمان اس اس از برادران قشقایی درخواست کرد تا به عضویت این سازمان درآیند که نپذیرفتند. سازمان اس اس هم آنان را به اتهام جاسوسی برای انگلیس توقیف کرد؛ ولی با دخالت مقامات نظامی از جمله هرمان گورینگ و ژنرال کسل ونیدر مایر و وزیر جنگ مارشال کایتل و حتی شخص هیتلر آزاد شدند.
پس از این ماجرا، برادران قشقایی آلمان را به قصد ترکیه ترک کردند تا از این طریق وارد ایران شوند. اما به دلیل حضور نیروهای روسیه در خاک ایران، از طریق مرز ترکیه موفق به ورود به کشور نشدند و تصمیم گرفتند از خاک عراق وارد کشور شوند که در تسخیر انگلیس بود اما نیروهای انگلیسی آنان را در شهر حلب سوریه بازداشت کردند و به قاهره فرستادند. با مبادلهٔ مأموران آلمانی که میان قشقایی‌ها بودند (از جمله شولتسه هولتوس جاسوس معروف هیتلر) دو برادر قشقایی توانستند از دست انگلیسی رهایی یابند.

## نماینده مجلس
محمدحسین قشقایی در سال ۱۳۲۳ انتخابات دورهٔ چهاردهم مجلس شورای ملی به نمایندگی شهرستان آباده انتخاب و عازم تهران شد. در دورهٔ بعد نیز از همین حوزه انتخابیه به مجلس راه یافت و برادرش خسرو خان نیز از شهرستان فیروزآباد انتخاب شد. ایشان در هر دو دوره عضو کمیسیون‌های خارجه و نظام بود.
در دورهٔ شانزدهم مجلس، انتخابات در آباده برگزار نشد و محمدحسین خان نتوانست به مجلس راه یابد. در دورهٔ هفدهم باز خودش از آباده و برادرش خسرو خان از فیروزآباد به مجلس راه یافتند.

## نهضت ملی شدن نفت
قشقایی‌ها همواره پشتیبان دکتر مصدق بودند و در سال ۱۳۲۹ با پیش آمدن جریان ملی شدن نفت، محمدحسین خان و برادرش خسرو قشقایی هر دو به عضویت فراکسیون جبهه ملی درآمدند و همگام با دکتر مصدق تلاش زیادی برای تصویب طرح ملی شدن نفت کردند.
در دوران نخست‌وزیری دکتر مصدق، برادران قشقایی(ناصر قشقایی، ملک منصور قشقایی، محمدحسین قشقایی و خسرو قشقایی) به حمایت از مصدق پرداختند. محمد حسین و برادرانش پس از این دوران، به خارج از کشور تبعید شدند.

## در تبعید
محمدحسین خان پس از مدتی اقامت در آمریکا و سوئیس اجازه اقامت در ایران را یافت اما در جریان وقایع شورش عشایر فارس که به اعدام بهمن قشقایی(خواهر زاده‌اش) انجامید، به اتهام همکاری با سران عشایری شورش فارس دستگیر و به دو سال زندان محکوم شد.

## اواخر عمر
پس از آزادی از زندان مدتی در روستای جایدشت به کشاورزی پرداخت سپس با تأسیس شرکت پیمانکاری به دور از جریانات سیاسی در خوزستان به فعالیت اقتصادی پرداخت. اما به دلیل مصادره اموال وی و برادرانش در حکومت پهلوی و همچنین ممنوعیت اقامت در فارس، در مازندران ساکن شد و تا آخر عمر در آنجا ماند. پس از انقلاب در اردوهای دو برادرش خسرو خان و ناصر خان نقشی نداشت و در آن‌ها حضور نیافت.

## درگذشت
محمدحسین خان سرانجام در ۴ اردیبهشت ۱۳۸۹ و در سن ۹۶ سالگی درگذشت.
محمدحسین قشقایی سرگذشت خود و خاطراتش را در کتابی به نام یادمانده‌ها از برخی رویدادهای مهم تاریخ معاصر ایران، به‌ویژه در دوره‌های رضاشاه، جنگ جهانی دوم در ایران، نخست‌وزیری دکتر مصدق و کودتای ۲۸ مرداد به رشتهٔ تحریر درآورده است.